# I'm In Love (I Wanna Do It)
I'm In Love (I Wanna Do It) é uma canção do DJ italiano Alex Gaudino, escrita por Tim Powell, Alex Fortunato Gaudino e Giuseppe D'Albenzio e produzido por Gaudino e Jason Rooney. O single de house music destaca as participações de Maxine Ashley e John Biancale como vocais de fundo. Gravada na Magnificent Studios, em Milão, I'm In Love foi produzida pela recém-fundada Magnificent Records - gravadora independente de Alex Gaudino. Em 19 de setembro de 2010, a gravadora Magnificent lançou o maxi-single I'm In Love (I Wanna Do It), em LP. No dia seguinte, a Ministry Of Sound lançou o mesmo, em CD.

## Vídeo musical
O videoclipe da música I'm In Love (I Wanna Do It) foi dirigido por Tom King, produzido por Charlie Clark e pela companhia de produção Gas & Electric Ltd.. O diretor de fotografia Dan Stafford Clark fez as filmagens do vídeo musical em 2010.

## Formatos e lista de faixas

### Itália
(Magnificent Records; MAG 002; Vinyl, 12"; lançado em 19 de Setembro de 2010)
- A1 Vocal Club Mix
- A2 Robbie Rivera Vocal Mix
- B1 Get Far & Paolo Sandrini Vocal Mix
- B2 Kurd Maverick Remix

### Reino Unido
(Ministry Of Sound/Data; MOS157CDS; CD, Single; lançado em 20 de Setembro de 2010)
1. Vocal Edit - 2:51
2. Vocal Club Mix - 8:05
3. Original Extended - 7:27
4. Wideboys Remix - 7:13
5. Kurd Maverick Remix - 7:42
6. Jupiter Ace Vocal Remix - 4:42

### Bélgica
(N.E.W.S./541; N01.A017.124 (catálogo da N.E.W.S.)/541017CDS (catálogo da 541); CD, Maxi-Single; lançado em 4 de Outubro de 2010)
1. Vocal Edit - 2:51
2. Vocal Club Mix - 8:05
3. Original Extended - 7:27
4. Wideboys Remix - 7:13
5. Kurd Maverick Remix - 7:42
6. Jupiter Ace Vocal Mix - 4:41

### Alemanha
(Ministry Of Sound/Ultra Records; 5052498317929; CD, Single; lançado em 5 de Novembro de 2010)
1. Full Vocal Radio Edit - 2:49
2. Vocal Club Mix - 8:03

℗ & © 2010 Embassy Of Music GmbH/Ultra Records, Inc.